# Lovely (singel Twenty One Pilots)
Lovely – trzeci singiel amerykańskiego duetu muzycznego Twenty One Pilots z albumu Vessel (2013), wydany 17 kwietnia 2013 roku przez Warner Music Japan. Piosenka została wydana jako dodatkowy utwór w Japonii. Utwór użyty był w reklamie telewizji RIGHT-ON krótko przed wydaniem singla.

## O utworze
Utwór utrzymany jest w klimacie electropopu z elementami indie popu.